# Johann Heinrich Rolle
Johann Heinrich Rolle (Quedlinburg, 23 dicembre 1716 – Magdeburgo, 29 dicembre 1785) è stato un compositore, violinista e organista tedesco.
Figlio di Christian Friedrich (1681-1751), compositore e cantore, fu nominato a soli 18 anni organista presso la chiesa di San Pietro a Magdeburgo. Tra il 1737 e il 1740 si trasferì per studio a Lipsia. In seguito si trasferì a Berlino dove prese parte della cappella di corte di Federico II.